# Cor Kropman
Gijsbertus Cornelis Joannes Dominicus (Cor) Kropman (Gouda, 5 oktober 1887 - Amsterdam, 16 april 1968) was een Nederlandse politicus. Hij was vanaf 1935 28 jaar lid van de Eerste Kamer der Staten-Generaal, eerst voor de Roomsch-Katholieke Staatspartij (RKSP) en vanaf 22 december 1945 voor de Katholieke Volkspartij (KVP), waarvan de laatste 17 jaar als fractievoorzitter.

## Biografie
Kropman werd geboren als zoon van een onderwijzer in een gezin met tien kinderen. Hij volgde de Hogere Burgerschool en de kweekschool voor onderwijzers. Vervolgens studeerde hij tot 1917 rechten aan de Rijksuniversiteit Utrecht, waar hij ook promoveerde tot doctor.
Kropman was politiek redacteur van dagblad De Tijd van 1914 tot 1919. Vanaf 1917 was hij advocaat en procureur in Amsterdam. In 1919 werd hij hoofdredacteur van het weekblad De Nieuwe Eeuw, een positie die hij tot 1925 behield. Vanaf 1919 tot 1925 was hij ook redacteur bij het dagblad Het Centrum.
In het Noord-Hollandse Sloten werd hij op 2 september 1919 voor RKSP lid van de gemeenteraad totdat de gemeente Sloten op 16 juni 1921 werd opgeheven. Hij was er wethouder van 4 september 1919 tot 16 juni 1921. In Amsterdam was hij lid van de gemeenteraad van 6 september 1927 tot 1 maart 1941. Kropman was er van 21 november 1929 tot 1 maart 1941 wethouder arbeidszaken, levensmiddelen en handelsinrichtingen, tot april 1934 tevens van de bad-, was- en zweminrichtingen. Op 17 september 1935 werd hij lid van de Eerste Kamer der Staten-Generaal, wat hij bleef tot 5 juni 1963, eerst voor de RKSP en vanaf 22 december 1945 voor de KVP. In de senaat was hij voor de KVP fractievoorzitter van 23 juli 1946 tot 5 juni 1963. Sinds begin 1946 was hij overigens al fungerend fractievoorzitter, wegens ziekte van Jan van de Mortel.
Tijdens de Tweede Wereldoorlog werd hij van 4 mei 1942 tot 17 december 1942 door de Duitse bezetters geïnterneerd in het gijzelaarskamp van Sint-Michielsgestel. Van 7 maart 1941 tot 1945 was hij gemeente-advocaat voor Amsterdam en opnieuw van 1957 tot 1965.

### Onderscheidingen
- Ridder in de Orde van de Nederlandse Leeuw (30 augustus 1935)
- Commandeur in de Orde van Oranje-Nassau (29 april 1959)
- Ridder in Orde van de Heilige Gregorius

## Privé
Hij trouwde in 1917 en kreeg drie zonen en een dochter.
- Biografisch Portaal: 26807397
- Parlement.com: vg09ll2j68zl